# مصطفى أو الساحر الصغير (فلم)
مصطفى أو الساحر الصغير  فيلم صامت كوميدي مصري لعام 1932 من تأليف وإخراج محمود خليل راشد، ومن إنتاج معهد العلوم والمخترعات الحديثة. الفيلم من بطولة مصطفى كامل راشد، أحمد السدودي، ميشيل حداد، يحيى نجاتي، ومحمود قرة  وتدور أحداث الفيلم حول الصبي مصطفى الذي يسافر مع والده إلى الهند وهناك يتعلم السحر من الساحر الهندي جندامس الذي يأخذ عهداً على مصطفى أن يستخدم السحر في الخير.
صدر الفيلم إلى دور العرض المصرية في 29 أغسطس 1932 (عرض في سينما اوليمبيا بالعتبة).
منح موقع قاعدة بيانات الأفلام العربية «السينما.كوم» الفيلم درجة 5.3/ 10.

## ملخص أحداث الفيلم
تبدأ أحداث الفيلم وراشد جالساً مع أصدقائه في إحدى المقاهي وهو يروي لهم أحداث رحلته مع ابنه الصغير مصطفى في الهند وكيف أنهم وأثناء تجولهم عند سفح جبل من جبال الهيمالايا يشاهدان أحد قطاع الطرق يحاول طعن جندامس زعيم السحرة بخنجره، يتدخل مصطفى ووالده لإنقاذ الشيخ الساحر من مأزقه. يشكر جندامس مصطفى ووالده ويقرر أن يعلم الولد الصغير فنون السحر بعد أن أخذ عليه عهداً باستخدام سحره في الخير. يرفض، أحد الأصدقاء المستمعين للقصة، تصديق موضوع السحر ولهذا يتقدم مصطفى ويقدم للحاضرين بعضاً من سحره حيث يجلب لهم، بعصاة السحرية، فناجين القهوة على صينية مسحورة، ولكن الرجل يظل يرفض ولا يصدق ولهذا يقوم مصطفى بتحويل هذا الرجل إلى قط ثم يعيده إنسان مرة أخرى. يذهب مصطفى لمقابلة أصدقائه وهو يحمل «صفارة» سحرية تحول النهار إلى ليل، والليل إلى نهار، ويحدث مصطفى أضواء باهرة وجلبة في ميدان المنشية. يتمكن مصطفى بسحره من استعادة سمك مسروق من بائعة السمك. وهكذا أصبح مصطفى ساحر يقدم الخير للناس. يصادف الساحر الصغير الشاب بهلول الذي كان يعيش في خير وصحة ثم بدأ يعاقر الخمر ووقع في الأخطاء وسقط جريحاً، يقوم مصطفى بمساعدته ومصاحبته إلى المستشفى وينصحه بالإقلاع عن شرب الخمر. نشاهد في لقطات متتالية تحول صورة بهلول من شخص سليم إلى شخص ضعيف مريض ثم يتحول إلى هيكل عظمي. يبدأ بهلول في الهلوسة ويتم إيداعه مستشفى الأمراض العقلية. يهرب بهلول من مستشفى الأمراض العقلية ويتحول إلى لص وهنا يتدخل مصطفى وينصحه بالتوبة ويعيده إلى حالته الأولى عندما كان سليم البنية والعقل.

## طاقم التمثيل
- مصطفى كامل راشد (جاكي كوجان المصري)

- أحمد السدودي

- ملكه جمال

- ميشيل حداد (بطل مصر في الملاكمة ووكيل الاتحاد الرياضي

- يحيى نجاتي

- محمود قرة [9]

## خلفية الفيلم
كتبت عنه نقابة المهن السينمائية  أنه أول فيلم يحمل اسم طفل بتاريخ السينما المصرية حيث كانت بطولته المطلقة للطفل مصطفى كامل رشاد وهو ثاني بطولة للأطفال بعد ظهور الطفل محمد يوسف ابن المخرج محمد بيومي بالفيلم القصير «برسوم يبحث عن وظيفة» عام 1923.
وعن المخرج محمود خليل راشد ذكرت النقابة أنه أثبت قدرته في صناعة السينما في الأفلام التسجيلية (عروس مصر، وأنوار شط الإسكندرية) وأن فيلم «مصطفى أو الساحر الصغير» هو تجربة تسجيلية وممزوجة بالشكل الروائي. وكانت مشاركة ابنه «مصطفى» وهو لا يتعدى السبع سنوات ببطولة العمل تجربة كبيرة بل وأن يحمل الفيلم اسمه الحقيقى، وقد خاض المخرج ذاته تجربة التمثيل مع ابنه بشخصيتهم الحقيقية. وأشادت النقابة بالمصور والمخرج «محمد بيومى» حيث تعاون مع المصور ألفيزى أورفنيللى في تصوير معالم كثيرة من شوارع القاهرة والهند بصورة احترفية وجذابة أعطت للفيلم جاذبيته الخاصة. وأوضحت النقابة أن الفيلم كان عرضه الأول في 29 أغسطس 1932 بسينما أوليمبيا ونال إعجاب المشاهدين بالرغم من ظهور السينما الناطقة وعرض الفلمين: «أولاد الذوات» ، و«أنشودة الفؤاد» بتاريخ مارس وأبريل عام 1932 إلا أن «مصطفى أو الساحر الصغير» عرض صامتًا، وكان من أوائل الأفلام التي استخدمت أسلوب «الفلاش باك» أو العودة للماضي في عدة مشاهد. وشجع نجاح الفيلم المخرج «محمد بيومي» علي تقديم فيلم «الخطيب نمرة 13» عام 1933.
يعتبر مخرج الفيلم محمد خليل راشد هو أول من استخدم الحيل السينمائية على شاشة السينما المصرية حيث قدم في فيلم «مصطفى أو الساحر الصغير» لقطات اختفاء الأشياء وعودتها للظهور وتحريك جمجمة عظمية وأيضا تحول إنسان إلى قط وعودته مرة أخرى.
أصدرت مكتبة الإسكندرية كتالوجاً باللغة الإنجليزية بعنوان «ميلاد الفن السابع بالإسكندرية The Birth of the Seventh Art in Alexandria»  وفيه تاريخ بداية السينما من نشأتها إلى عصرنا الحديث وجاء فيه فقرات عن محمد خليل راشد وفيلمه «مصطفى أو الساحر الصغير».
قدم التلفزيون المصري في برنامجه «ذاكرة السينما» الذي أعده الناقد السينمائي «علي أبو شادي» وقدمته المذيعة «سلمى الشماع» حلقة خاصة عن فيلم «مصطفى أو الساجر الصغير» استضاف فيه الناقد «سمير فريد» و«سعد الدين وهبة» وخبير السينما الصامتة «دفيد روبنسون» الذي أفاد بضعف التأريخ السينمائي المصري. وصرح سعد الدين وهبة بأن الاتحاد العام للفنانين العرب قام بترميم الفيلم بعد أن عثر عليه أحد الباحثين لدى أرملة بطل الفيلم، وقام البرنامج بعرض الفيلم بالكامل.
على موقع متحف السينما الوطنية – تورينو جاء ذكر المخرج والفيلم حيث ذكر الموقع: "على الرغم من أن فيلم «مصطفى أو الساحر الصغير» هو أحد أفلام الهواة، مثل فيلم محمد بيومي، إلا أنه كان أول إنتاج مصري يستخدم "الحيل السينمائية"، وتابع الموقع قائلا: "في عام 1992، قام اتحاد الفنانين العرب في القاهرة بتمويل استعادة النسخة الوحيدة المتبقية، مما أدى إلى إنتاج صورة سلبية جديدة مقاس 35 مم."

## روابط خارجية
- مقالات تستعمل روابط فنية بلا صلة مع ويكي بيانات
- مصطفى أو الساحر الصغير على موقع الدهليز
- مصطفى أو الساحر الصغير على موقع كاروهات